# El-Hassen Ould Khalill Jouleibib
El-Hassen Ould Khalill, dit Jouleibib, né en 1981 à Tidjikdja en Mauritanie et mort la nuit du 13 au 14 novembre 2013 dans la région de Tessalit au Mali, est un djihadiste mauritanien, lieutenant de Mokhtar Belmokhtar et porte-parole des Signataires par le sang, puis d'Al-Mourabitoune.

## Biographie
El-Hassen Ould Khalill naît à Tidjikdja, en Mauritanie, au sein d'une famille de commerçants lettrés. Pendant ses études, il suit une formation en informatique à Nouakchott et une formation théologique dans une école coranique de sa région d'origine. Au début des années 2000, il rompt avec le soufisme et se convertit au salafisme djihadiste.
Il tente d'abord de gagner l'Irak pour combattre les Américains, mais il rencontre Mokhtar Belmokhtar avec qui il se lie d'amitié et dont il devient le porte-parole et le gendre. Il intègre la katiba des Enturbannés et prend notamment part en 2005 au combat de Lemgheity contre l'armée mauritanienne.
Le diplomate canadien Robert Fowler, otages des djihadistes de décembre 2008 à avril 2009, côtoie fréquemment Jouleibib à qui il donne quelques leçons d'anglais. Il déclare à son sujet : « C'était un étudiant sérieux, doté d'une remarquable mémoire et d'une bonne oreille. [...] Même s'il était habituellement souriant et très détendu, je pouvais voir dans le regard de Jouleybib qu'il était toujours notre ennemi. Techniquement, il était le plus sophistiqué de nos kidnappeurs (se tenant à jour des réactions de notre enlèvement au Canada), et avec Jack et Hassan, parmi les plus dangereux »,.
Le 24 mai 2013, Jouleibib revendique, au nom des Signataires par le sang, les attentats d'Agadez et Arlit.
La nuit du 13 au 14 novembre 2013, Jouleibib est repéré par les Français à cause de l'usage excessif et imprudent de son téléphone. Son pick-up est surpris dans le désert par les forces spéciales françaises à 200 kilomètres à l'ouest de Tessalit. Jouleibib est tué, ainsi que deux autres djihadistes,,.